# Hagby församling, Uppsala stift
Hagby församling är en församling i Balingsta pastorat i Upplands västra kontrakt i Uppsala stift. Församlingen ligger i Uppsala kommun i Uppsala län.

## Administrativ historik
Församlingen har medeltida ursprung.
Församlingen utgjorde under medeltiden ett eget pastorat för att därefter till 1 maj 1923 vara moderförsamling i pastoratet Hagby och Ramsta. Från 1 maj 1923 är den annexförsamling i Balingsta pastorat.

## Kyrkor
- Hagby kyrka